# 電磁干擾
電磁干擾（英文：Electromagnetic Interference，或 Electromagnetic Disturbance ,簡稱EMI）是指任何在傳導或電磁場伴隨著電壓、電流的作用而產生會降低某個裝置、設備或系統的性能，或可能對生物或物質產生不良影響之電磁現象。
或說電子設備都會產生傳導性電磁雜訊干擾，就像傳染病般地透過電源線傳導（一般稱作Power Line Noise）。
電磁干擾也是變頻器驅動系統的一個主要問題。在許多國家，尤其在歐洲，對任何系統可能散發的電磁干擾有嚴格的限制。